# Município de Aračinovo
Aračinovo (em macedônio/macedónio:  Општина Арачиново [araˈtʃinɔvɔ] (escutarⓘ), em albanês:  Komuna e Haraçinës) é um município localizado na Macedônia do Norte, sendo também o nome homônimo para a cidade onde a sede municipal está situada. De acordo com o último censo nacional macedônio realizado em 2002, o município tinha 11 597 habitantes.